# Täkter
Täkter (finska: Tähtelä, lokalt uttal tekktär), kommundel i Ingå i Nyland, norr om Ingå kyrkby  och stamväg 51. Området, totalt 45,5 km², gränsar till Lojo i norr och omfattar utom Täkter by Rankila, Gråmarböle, Pålsböle, Vassböle, Ålkila och Ingarskila byar.
Landskapsbilden domineras av åkrar som växlar med skog. Mellan Pålsböle och Gråmarböle utbreder sig ett bergsområde med Täkters högsta punkt, 87 meter över havet. I Vassböle ligger Stormossen, ett ca 50 ha stort torvproduktionsområde. Mellan Ingarskila och Innanbäck byar finns en andra Stormosse, idag naturskyddsområde med bland annat storspov, rödbena, skogssnäppa, enkelbeckasin, orre, tjäder, trana samt tofsvipa som förekommer fåtaligt på myrar och grönbenan som är sällsynt i Nyland.
Ingarskila å rinner genom byn. Vid Ingarskila kvarn bildar ån en liten fors och där låg det tidigare en kombinerad såg- och kvarninrättning. Områdena kring ån har länge fungerat som odlingsmarker och består än i dag främst av åkrar.
Genom Täkter rinner Ingarskila å, som bildar en liten fors vid Ingarskila kvarn. Kvarnen hade anor från 1400-talet, enligt ett dombrev av 1447 hade Täkterborna rätt till ett kvarnställe inom Ingarskila åar. Kvarnen kombinerades på 1900-talet med ett sågverk, som de bästa åren sysselsatte 10-15 personer men lades ned 1948. Kvarnens verksamhet upphörde 1968. Kvarnen och sågen köptes 2007 av en privatperson, som hejdade byggnadernas förfall. Ån har en genetiskt värdefull stam av havsöring, som myndigheter och lokalbefolkning sedan 1980-talet gått in för att rädda bland annat genom att anlägga grusbäddar för fiskens lek och bygga trappor för dess uppstigande. Arbetet påbörjades av Ingarskila dikningsbolag och leds idag av föreningen Pro Ingå. Området kring ån har länge fungerat som odlingsmarker och består än idag främst av åkrar.
I själva Täkter by grundade krukmakaren G.A. Franzén 1909 en keramikfabrik som fram till 1958 gjorde krukmakerialster och täckdikningsrör. Företaget var i slutet av 1930-talet landets största tillverkare av blomkrukor.
Kommundelen har ett eget byaråd, Täkter byaråd rf., som grundades 2002. Föreningen, som har omkring hundra medlemmar, hyrde 2011-2020 två rum och väntsalen i det gamla stationshuset, men måste flytta ut sedan byggnaden sålts till en privatperson. Där verkar också Täkter Ungdomsförening, grundad 1908, vars föreningshus Ingbohed är uppfört 1912. Byarådet arrangerar sedan 2004 det årliga sensommarevenemanget Täkterdagen.

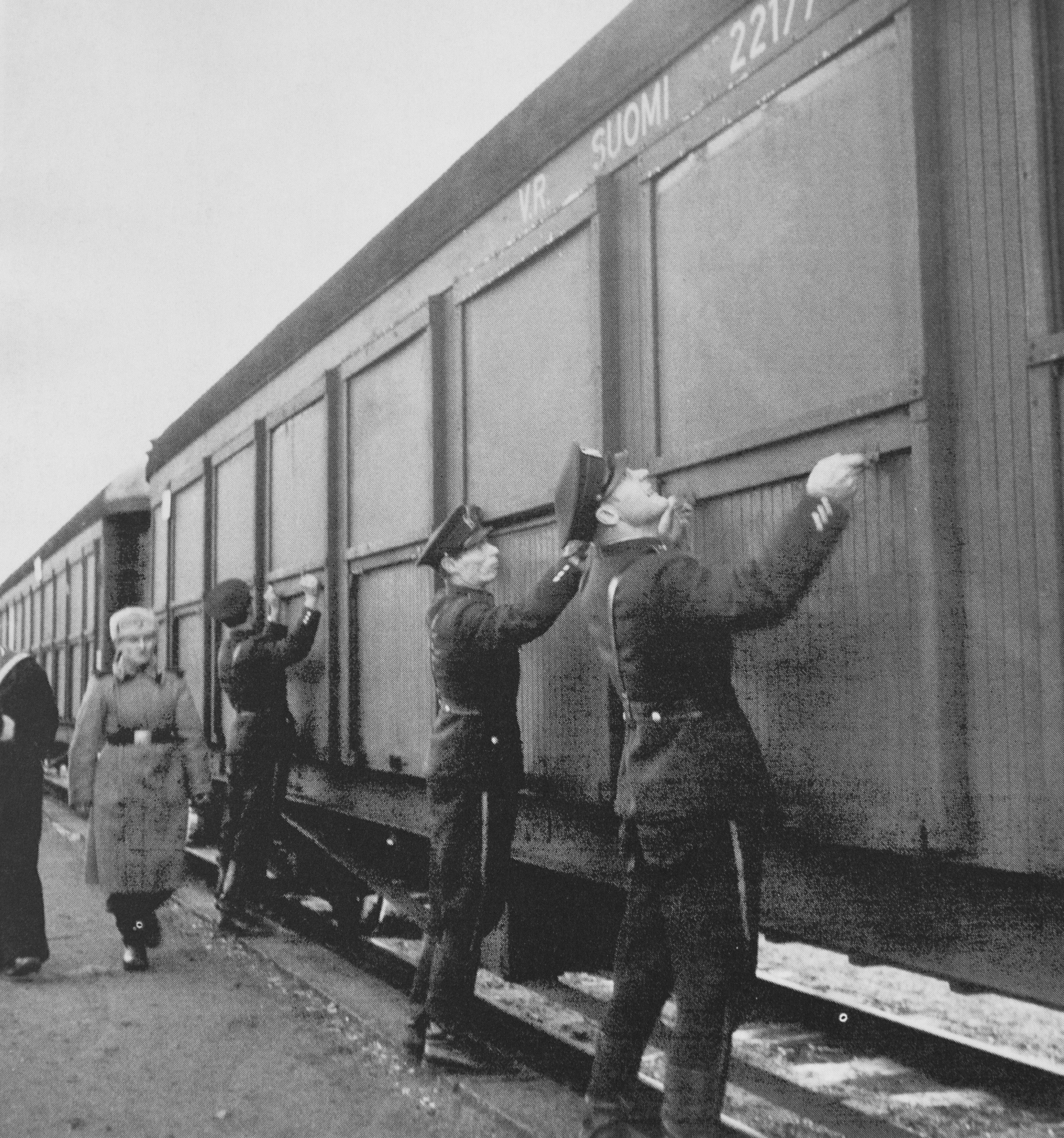
Fönsterluckorna stängs på ett tåg som ska köra genom Porklalaområdet mellan år 1944 och 1956.

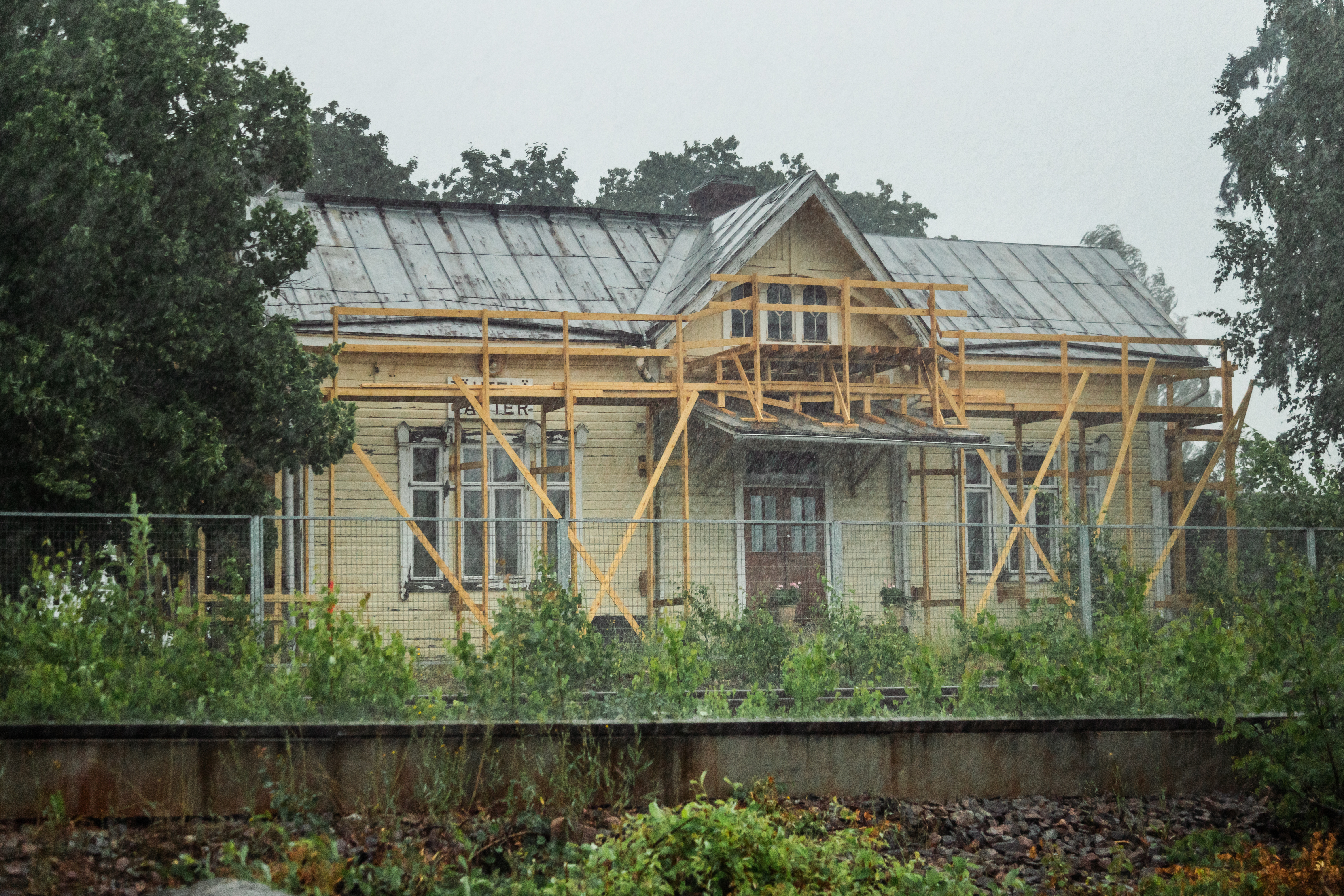
Järnvägsstationen i Täkter år 2021

Under Porkalaparentesen var Täkter den sista järnvägsstationen väster om det område som 1944 utarrenderades till Sovjetunionen. Ryssarna tillät från och med 1947 trafik på det 1903 färdigställda avsnittet av Kustbanan. Vagnarna låstes och fönsterluckorna drogs för innan tågen körde 40 kilometer österut genom ”världens längsta tunnel” genom Porkala till Köklax i Esbo. Proceduren var den samma då tågen färdades i motsatt riktning från Köklax till Täkter.
Täkter by är känd också genom att där ligger Hemmings gård, som president Mauno Koivisto och hustrun Tellervo Koivisto köpte 1970 att ha som fritidsställe. Presidentparet trivdes med lugnet där  ─ presidenten gillade att arbeta i skogen ─ och uppskattades av ortsbefolkningen för sin artighet och anspråkslöshet. Täkter ungdomsförening satte 2019 upp pjäsen Mauno Koivisto ─ Täkters president, som förevisades på Ingbohed.